# Arabia Saudita ai Giochi della XXVI Olimpiade
L'Arabia Saudita partecipò ai Giochi della XXVI Olimpiade, svoltisi ad Atlanta, Stati Uniti, dal 19 luglio al 4 agosto 1996, con una delegazione di 29 atleti impegnati in cinque discipline.

## Risultati

### Calcio
- Uomini

| Atleta | Classifica |                           |
| --- | --- | ------------------------- |
| V · D · M Nazionale olimpica saudita · Calcio ai Giochi Olimpici Estivi 1996 1 Al-Sadiq · 2 Al-Jahani · 3 Al-Waked · 4 Al-Khilaiwi · 5 Zubromawi · 6 Amin · 7 Al-Zahrani · 8 Sulaimani · 9 Idris · 10 Al-Harbi · 11 Al-Dosari · 12 Al-Masaari · 13 Al-Rashaid · 14 Al-Karni · 15 Al-Marzouk · 16 Al-Owairan · 17 Sifeen · 18 Al-Mugren · CT : Wortmann | 15° |                           |
| Nazionale olimpica saudita · Calcio ai Giochi Olimpici Estivi 1996 | |                           |
| 1 Al-Sadiq · 2 Al-Jahani · 3 Al-Waked · 4 Al-Khilaiwi · 5 Zubromawi · 6 Amin · 7 Al-Zahrani · 8 Sulaimani · 9 Idris · 10 Al-Harbi · 11 Al-Dosari · 12 Al-Masaari · 13 Al-Rashaid · 14 Al-Karni · 15 Al-Marzouk · 16 Al-Owairan · 17 Sifeen · 18 Al-Mugren · CT: Wortmann                                                                               | 1 Al-Sadiq · 2 Al-Jahani · 3 Al-Waked · 4 Al-Khilaiwi · 5 Zubromawi · 6 Amin · 7 Al-Zahrani · 8 Sulaimani · 9 Idris · 10 Al-Harbi · 11 Al-Dosari · 12 Al-Masaari · 13 Al-Rashaid · 14 Al-Karni · 15 Al-Marzouk · 16 Al-Owairan · 17 Sifeen · 18 Al-Mugren · CT: Wortmann | Arabia Saudita (bandiera) |